# Liana Șerbescu
Liana Șerbescu (Bukarest, 1934 –) román zongoraművész, zenepedagógus, zenetudós. Zongoraművészként és szakíróként végzett sokoldalú tevékenységével hozzájárult a klasszikus zongoraművészet repertoárjának gazdagításához.

## Pályafutása
Édesanyja családja több zenész és zeneszerző generációjából állt. Liana Șerbescut több híres román tanár oktatta: Constanța Erbiceanu, Cella Delavrancea, Dagobert Buchholz és Silvia Serbescu (a Bukaresti Zenei Konzervatóriumban), majd Guido Agosti tanította a sienai Accademia Musicale Chigianaban.
Három országos Fiatalok Zongoraversenye győztese volt (1953, 1955 és 1957).
Az összes romániai zenekarral fellépett. Koncertezett Franciaországban, Németországban, a Szovjetunióban, Kínában, Csehszlovákiában, Magyarországon, Lengyelországban, Jugoszláviában, Bulgáriában, Norvégiában, Svédországban, Olaszországban, Angliában, Spanyolországban, Hollandiában és az Egyesült Államokban.
1974 decemberében elhagyta a kommunista Romániát, és rövid norvégiai és svédországi tartózkodás után Hollandiában telepedett le.
1980-ban fellépett a bonni Első Nemzetközi Női Zeneszerző Fesztiválon. Gyakran fellépett Németországban és Hollandiában az Elke Mascha Blankenburg által vezetett kölni „Clara Schumann” Women's Orchestrával.
Az 1989-es romániai forradalom után újra játszott Romániában. Csiky Boldizsár zeneszerző a következő szavakkal köszöntötte: „18 év kihagyás után együtt ujjongunk: Isten hozott itthon!”

## Lemezek
Fanny Mendelssohn-Hensel, Klavierwerke Vol.I – Das Jahr (World premiere CD recording), CPO Recordings (CPO 999 013-2), Osnabrück, 1986

Fanny Mendelssohn-Hensel, Klavierwerke Vol.II – Sonaten (World premiere CD recording), Lieder, CPO Recordings (CPO 999 015-2), Osnabrück, 1987

Clara Wieck-Schumann, 7 variáció Robert Schumann, op. 20; – Romanze h-moll, Konzert für Klavier & Orchester in a moll, op. 7, Clara Schumann Orchestra, Elke Mascha Blankenburg, conductor, Deutsche Bundesbank, Frankfurt – Deutschlandfunk, Köln, 1990 (MMS 9005)

Ethel Smyth, Complete Piano Works, (CD I and II), CPO Recordings (CPO 999 327-2), Osnabrück, 1995

Liana Serbescu, Pagini musicale din cariera pianistei. CD 1: Solo piano pieces; CD 2: Concertos for piano & orchestra, Electrecord (EDC 1089-1090), Romania, 2013

George Enescu, Muzică de camera de George Enescu în Olanda (& Michel François, violin & György Schiffer, (cello), Electrecord (EDC 1091), Romania, 2013

Liana Serbescu Compozitoare de-a lungul secolelor prezentate de — Presents Women Composers through the Centuries (2 CDs), Electrecord (EDC 1106/1107), 2014

Silvia și Liana Șerbescu in concert (2 CDs), Electrecord (EDC 1108/1109), 2014

Beethoven • Vieru • Zoltán, JEUX, Electrecord (EDC 1158), 2019

## Díjak
- 1943: Romanian Order „Meritul Cultural”, awarded by King Michael I of Romania
- 1955: Romanian State Prize
- 1955: Romanian Award „Artistă Emerită”

## Fordítás
Ez a szócikk részben vagy egészben  a   Liana Șerbescu című angol Wikipédia-szócikk ezen változatának fordításán alapul.  Az eredeti cikk szerkesztőit annak laptörténete sorolja fel. Ez a jelzés csupán a megfogalmazás eredetét és a szerzői jogokat jelzi, nem szolgál a cikkben szereplő információk forrásmegjelöléseként.